# Biceps femural

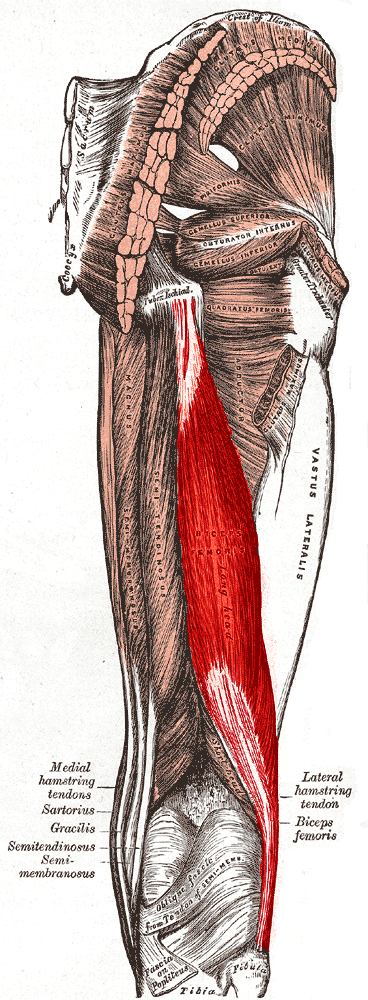
Biceps femural

Mușchiul biceps femural este situat pe partea posterioară a coapsei îndeplinind funcția principală de flexie a genunchiului. Îsi are originea printr-un capăt lung pe tuberozitatea ischiatică (tuberozitatea osului ischion, componentă a șoldului) și prin capătul scurt pe porțiunea aspră a femurului. Prin legătura cu oasele bazinului, bicepsul femural îndeplinește și funcția de extensie a coapsei pe bazin. 